# دانيال أرنمنارت
دانيال أرنمنارت (بالإنجليزية: Daniel Arnamnart) (14 سبتمبر 1989 – ) هو سباح، من أستراليا، مثّل بلاده في الألعاب الأولمبية الصيفية 2012، ودورة ألعاب الكومنولث 2010.

## وصلات خارجية
- دانيال أرنمنارت على موقع الاتحاد الدولي للسباحة (الإنجليزية)
- دانيال أرنمنارت على موقع SwimRankings.net (الإنجليزية)
- دانيال أرنمنارت على موقع اللجنة الأولمبية الدولية (الإنجليزية)
- دانيال أرنمنارت على موقع أوليمبيديا (الإنجليزية)
- دانيال أرنمنارت على موقع اللجنة الأولمبية الأسترالية (الإنجليزية)
- دانيال أرنمنارت على موقع اتحاد ألعاب الكومنولث (مؤرشف) (الإنجليزية)